# Fritz Süllwold
Fritz Süllwold (* 6. August 1927 in Herne; † 29. August 2010) war ein deutscher Psychologe.

## Leben und Wirken
Süllwold war Sohn eines Eisenbahnbeamten. Im Zweiten Weltkrieg wurde er zur Wehrmacht eingezogen und geriet in britische Kriegsgefangenschaft.
1947 holte er sein Abitur nach und studierte in Göttingen Psychologie und Geschichte, wo er 1952 sein Diplom erlangte und 1953 promovierte. Ab 1960 war er Lehrbeauftragter für statistische Methoden an der Johann Wolfgang Goethe-Universität Frankfurt am Main. 1963 habilitierte er sich an der Universität des Saarlandes. Anschließend war er außerordentlicher Professor an der Hochschule für Internationale Pädagogische Forschung in Frankfurt am Main und ab 1964 ordentlicher Professor an der Universität Mannheim. Ab 1965 war er ordentlicher Professor und Leiter des Instituts für Psychologie II an der Goethe-Universität Frankfurt, wo er bis zu seiner Emeritierung 1994 verblieb.
Süllwold forschte und lehrte auf verschiedenen Gebieten der Psychologie, darunter Denkpsychologie und Pädagogische Psychologie. Nach seiner Emeritierung publizierte er auch geschichtspsychologische Arbeiten über „Normalbürger“ zur Zeit des Nationalsozialismus. Torsten Kupfer warf Süllwold hierbei methodische Mängel vor; zudem sei „neben der Herabwürdigung heutiger politischer Zustände eine Tendenz erkennbar, den Nationalsozialismus zu verharmlosen“
Er war mit Lilo Süllwold verheiratet.

## Schriften (Auswahl)
- Dissertation: Experimentelle Untersuchungen über die Rolle des Einfalls im Denkprozeß, Georg-August-Universität Göttingen, Göttingen, 1953. OCLC 73917056.
- Habilitation: Das unmittelbare Behalten und seine denkpsychologische Bedeutung. Hogrefe Verlag, Göttingen 1964. OCLC 163379697.
- Deutsche Normalbürger 1933–1945: Erfahrungen, Einstellungen, Reaktionen. Eine geschichtspsychologische Untersuchung. Herbig Verlag, München 2001. ISBN 3-7766-2240-7.